# Hausbesetzungen in Basel
Hausbesetzungen in Basel finden seit Anfang der 1970er Jahre in unterschiedlicher Art und Weise und aus diversen Beweggründen statt. Wie andernorts auch, ist die Hauptmotivation der Erhalt von Gebäuden und bezahlbarem Wohnraum und die Errichtung von Freiräumen, unkommerziellen Gemeinschaftseinrichtungen, sowie selbstbestimmten Kultur- und Quartierzentren. Besetzungen richten sich meist gegen die Verdrängung von Wohn- und Lebensraum durch Luxuswohnungen und Büroräume und somit oft gegen die Stadtplanungs- und Sanierungspolitik der Stadt Basel, teilweise aber auch direkt gegen Hauseigentümer, die die Häuser der Spekulation freigeben.
 «Die Tatsache, dass wir einen Grossteil unseres Lebens in unseren Wohnungen bzw. unseren Häusern verbringen, veranschaulicht die immense Bedeutung dieser Räumlichkeiten. So wünschen, suchen und nehmen wir uns Orte, an denen wir gemeinsam leben können; die als soziale Treffpunkte dienen; die Möglichkeiten zum Austausch von Ideen, Träumen, Freuden, Sorgen und zur Vernetzung schaffen. Und die uns als Rückzugsorte zur Verfügung stehen, an denen wir voneinander aufgefangen werden, wenn es die Situation erfordert.»

## Liste der Hausbesetzungen
Die folgende Liste der Hausbesetzungen in Basel zählt öffentlich bekannt gewordene Hausbesetzungen seit den 1980er Jahren in der Stadt Basel wie in seinem direkten Umland in chronologischer Reihenfolge auf. Dabei handelt es sich um politische Aktionen mit verschiedenen Ausgangslagen, unterschiedlichen Zielsetzungen, Zeiträumen, Bedeutungen und Wirkungen. Einbezogen sind sowohl sogenannte Instandbesetzungen leerstehender Häuser zum Erhalt von Wohnraum, zur Schaffung öffentlicher Räume oder zur Verhinderung stadtpolitischer Umstrukturierungsmassnahmen, wie auch Mieterkämpfe, in deren Verlauf die Mieter gegen den Willen der Eigentümer ein Haus nicht räumten.
| Name                      | Stadtteil / Strasse  | Datum / Zeitraum                | Eigentümer                | Anmerkungen | Abbildung |
| ------------------------- | -------------------- | ------------------------------- | ------------------------- | --- | --------- |
| Ryffstrasse 19–25         | Ryffstrasse 19–25    | 27. Juni 1980                   |                           | 18. August: Nachdem die Besetzer die Häuser an der Ryffstrasse termingerecht geräumt hatten, wurden in der Umgebung Strassenbarrikaden errichtet und private und öffentliche Einrichtungen verwüstet. 20. August: Trauermarsch von der Ryffstrasse in Richtung Gefängnis Lohnhof, wo sich ein Inhaftierter erhängt hat. Unterwegs kam es zu Sachbeschädigungen und dem bisher massivsten Einsatz der Polizei. 65 Personen wurden verhaftet. |           |
| AJZ Basel (Hochstrasse)   | Hochstrasse          | 14. Februar bis 5. Mai 1981     |                           | Ehemaliges Postbetriebsgebäude / trotz Duldung durch Eigentümer räumte die Polizei am Morgen das AJZ und verhaftete 141 Personen, welche in die ehemalige Strafanstalt Schällematteli gebracht wurden. Ausbruchsversuche wurden mit Tränengaseinsätzen verhindert. Die abendliche Solidaritätsdemonstration wird aufgelöst. |           |
| Andlauerklinik            | Petersgraben         | 16. bis 18. Mai 1981            |                           | |           |
|                           |                      | 25. Mai 1981                    |                           | Besetzung von neun leer stehenden Häusern |           |
| Alte Stadtgärtnerei Basel | St. Johann           | 1986 bis 21. Juni 1988          |                           | Begann Ende April 1986 als legale Zwischennutzung, welche am 1. September 1987 endete und in illegale Weiternutzung durch kulturellen Aktivismus mündete. |           |
| Schlotterbeck             |                      |                                 |                           | Ein Experiment mit Ateliers und Kleingewerbe / zum ersten Mal geregelte Zwischennutzung mit einem befristeten Mietvertrag |           |
| Volta                     |                      |                                 |                           | |           |
| Elsie                     | Elsässerstrasse 11   | bis 2004                        |                           | Wohn- und Kulturzentrum. Wurde 2004 abgerissen. |           |
| Türki                     | Türkheimerstrasse    |                                 |                           | |           |
| Hagi                      | Hagentalerstrasse    |                                 |                           | Wohn- und Kulturzentrum |           |
| Villa Rosenau             |                      | bis 2013                        |                           | Wurde wenige Tage nach einem Brand geräumt und abgerissen. |           |
| Hotel Steinengraben       |                      | 1. Mai 2007                     |                           | Polizeiliche Räumung wurde wenige Tage nach der Besetzung durchgesetzt. Um eine erneute Belebung dieses Ortes ausserhalb der städtischen Kontrolle zu verhindern, wurden im Anschluss die Fenster zugemauert und das Innere des Hauses zerstört. Mehr als vier Jahre nach der Räumung stand das Gebäude noch immer leer. |           |
| Wettsteinvilla            | Wettsteinallee 40    | 3. und 4. Dezember 2010         | Christoph Merian Stiftung | Das Haus war im Besitz der Christoph Merian Stiftung. Jahrzehntelang wurde es als Künstlerhaus betrieben und hat eine grössere Wohngemeinschaft beherbergt. Der Plan war dazumals schon, das Haus an eine Privatperson zu verkaufen und aufwendig renovieren zu lassen. Einen Monat nach der Räumung brachte die Stiftung eine Zwischennutzung aus Angst vor weiteren Besetzungen unter.                                                    |           |
| Steinengraben             | Steinengraben 32/34  | 25. Juni 2011                   | Nationale Suisse          | Besetzung richtete sich gegen Leerstand und den geplanten Neubau. Wurde noch am selben Tag geräumt. Auffällig war besonders aggressive Polizei. |           |
| Schiessplatz              | Mühlemattweg         | 2013                            |                           | wurde abgerissen |           |
| Petersgraben              | Petersgraben         | 2013                            |                           | |           |
| Schwarze Erle             | Schwarzwaldallee 269 | Anfang 2015 bis 23. August 2017 |                           | |           |
| Kannenfeld                | Kannenfeldstrasse 59 | 17. bis 18. Mai 2015            | Kiwi Immobilien Group     | Wurde im Rahmen des Atopie-Projekts besetzt und mit einer Kunstausstellung eingeweiht. Einen halben Tag später wurde es bereits geräumt. |           |
| Hardstrasse               | Hardstrasse          | 2016                            |                           | |           |
| Türki 2                   | Türkheimerstrasse    | 1. April bis 10. April 2017     | Yatu Immobilien AG        | Wurde nach nur 10 Tagen geräumt. Die Häuser des Eigentümers an der Türkheimerstrasse stehen schon mehrere Jahre lang leer. |           |
| Schlössli                 | Schlossgasse 12      | 2017                            | Privat                    | Nachdem das Haus mehrere Jahre leer stand, wurde es im Frühjahr 2017 zum zweiten Mal besetzt. |           |

## Andere Besetzungen
Eine alternative Wohnform mit politischer, sozialer und kultureller Nähe zu der Hausbesetzerbewegung sind die Wagenplätze, in der Wohnsiedlungen meist aus mobilen Bauwagen geschaffen werden. Diese entstanden oftmals auf Brachgeländen innerhalb der Stadt, so war auch der jetzige Ort bis zur Wagenplatzbesetzung eine leere Brache. Auf dem Ex-Migrol-Gelände wurde zur Belebung aufgerufen und es folgten lose Gruppen, die eine Küche und Bar mit Konzertraum aufbauten. Es entstand das «Uferlos», ein nicht-kommerzieller Ort für Kultur. Dieses und andere Projekte wurden bei der Halbräumung 2014 abgerissen, da das Gelände von der Stadt an die Zwischennutzer Shift Mode zwischenvermietet wurde und für die Scope, eine Kunstmesse während der Art Basel, als Parkplatz dienen sollte.
Langzeitige Besetzungen als politische Protestform gingen auch in Basel über Hausbesetzungen hinaus. So waren eine tagelange Kirchenbesetzung der Matthäuskirche Mittel von Abschiebungsgegnern, um auf ihren Protest aufmerksam zu machen und auch Mittel der Schaffung von öffentlicher Aufmerksamkeit und Zuflucht für abschiebungsbedrohte Migranten. Diese wurde aber nach wenigen Tagen von der Polizei auf Anweisung des Migrationsamts geräumt; die Flüchtlinge wurden festgenommen und in Ausschaffungshaft gebracht. Es folgte eine unbewilligte Demonstration von rund 300 Personen gegen die Kontrolle des Migrationsamts, welche von der Polizei mit Gummischrot und Tränengas aufgelöst wurde.
Platzbesetzungen richteten sich gegen Bauvorhaben und Gentrifizierungsprozesse, so zum Beispiel 2011 die Besetzung der Voltamatte, bei welcher ein Turm als Mahnmal für Verdrängung auf dem neu asphaltierten Platz errichtet wurde.